# Eric Sjöström (1833–1899)
Eric Sjöström, född 3 maj 1833 Viksjö bruk, Hamrånge socken, död 20 november 1899 i Gävle, var en svensk företagare och frikyrkoman.
Eric Sjöström var son till Claes Sjöström. Han kom som ung till Gävle, där han blev anställd hos en handlare. 1856 öppnade Sjöström egen klädaffär. 1862 anlade han en fabrik för tillverkning av ylle- och bomullsvävnader, Gefle ångväveri, vilken snabbt växte och 1884 ombildades till aktiebolag med Sjöström som VD. Han lade ned mycket arbete på att göra anläggningen tekniskt förstklassig och var angelägen om att erbjuda varor som kvalitativt överträffade och i pris tävlade med utländska fabrikat. Fabriken hade vid hans död 115 anställda. Han lät uppföra ett sommarhem för fabriksarbeterskor. 1898 överlät han företagets ledning på sin son, Gustaf Adolf Sjöström. Sjöström startade även Gefle ångkvarn. Han erhöll många kommunala förtroendeuppdrag och var bland annat ledamot av stadsfullmäktige 1869–1899. Sjöström utövade ett betydande inflytande på den frikyrkliga rörelsen i Gävle. Han var en av stiftarna av Gävle missionsförening och en synnerligen verksam ledamot av styrelsen där 1859–1890 och 1892–1899 och styrelseledamot i Gästriklands Ansgariiförening 1862–1899. Då striden om försoningsläran stod som hetast i P.P. Waldenströms hemstad 1875 var Sjöström en av varmaste anhängare. Han var styrelseledamot i Svenska missionsförbundet 1889–1894. Sjöström var positivt inställd till samarbete mellan olika kristliga inriktningar.